# 棱箱魨
稜箱魨為輻鰭魚綱魨形目鱗魨亞目箱魨科的其中一種，為亞熱帶海水魚，分布於西大西洋區，從加拿大至巴西及地中海海域，棲息深度2-50公尺，體長可達55公分，棲息於礫石底質海草床，以軟體動物、甲殼類及藻類等為食，生活習性不明，可作為食用魚及觀賞魚，有雪卡魚毒的紀錄。